# الرجل العجوز
الرجل العجوز (بالإنجليزية: The Old Man) مسلسل تلفزيوني دراما وجريمة وإثارة أمريكي مستوحى من رواية الرجل العجوز عام 2017 للكاتب توماس بيري. أعد الرواية إلى دراما تلفزيونية جوناثان إي ستاينبرج وروبرت ليفين وقام بالبطولة جيف بريدجز وجون ليثجو وإي جي بونيلا وبيل هيك وعلياء شوكت. عرضت الحلقة الأولى من المسلسل لأول مرة على قنوات (إف إكس) التلفزيونية  في 16 يونيو 2022. يتكون الموسم الأول من سبع حلقات. وبعد العرض الأول، تم الإتفاق على إنتاج الموسم الثاني.

## طاقم التمثيل
جيف بريدجز: في دور دان تشيس / جوني كوهلر
جون ليثجو: في دور هارولد هاربر
إي جي بونيلا: في دور ريمون ووترز
بيل هيك: في دور دان تشيس (في شبابه)
ليم لباني: في دور آبي تشيس (في شبابها)
علياء شوكت: في دور أنجيلا آدمز / إميلي تشيس
جبنجا أكيناجب: في دور جوليان كارسون
ايمي برينمان: في دور زوي ماكدونالد
هيام عباس: في دور آبي تشيس (الملقبة مارسيا ديكسون)
كينيث ميتشل: في دور جو
نافيد نجهبان: في دور فراز حمزة
بيج فحدت: في دور الشاب فراز حمزة
نور رزوقي: في دور كفتار الصغير
فاران طاهر: في دور الرحماني
جويل جراي: في دور مورجان بوت
كريستوفر ريدمان: في دور (هارولد هاربر في شبابه)
جيسيكا باركر كينيدي: في دور امرأة في موقف الحافلات
إيكو كيلوم: في دور مايك (قاتل مأجور) 

## أحداث المسلسل
يعيش دان تشيس (جيف بريدجز) العجوز، العميل السابق في وكالة المخابرات المركزية، حياة هادئة مع كلابه السوداء المخلصة عالية التدريب، في شمال ولاية نيويورك منذ ثلاثين عامًا. يهاجم شخص مسلح بيت تشيس الذي يسارع بقتل المهاجم بعد أن يصرعه ويطرحه أرضاً. يضطر تشيس لهجر بيته، مصطحباً كلبيه، بحقيبة بها الكثير من المال وجوازات السفر ومسدس. يتصل بابنته إميلي (علياء شوكت) ليخبرها بكلمات مبهمة قائلاً «تمكنوا من معرفة مكاني». يستأجر تشيس غرفة من زوي ماكدونالد (ايمي برينمان) التي ترفض استمرار إقامته عندما ترى الكلبين. يحاول تشيس التودد لزوي ويقوم بطبخ وجبة لها، ولكنها تستمر في رفضها ولكنها تقبل في النهاية. يقوم تشيس بدعوة زوي للعشاء وفي الطريق تعترض الشرطة سيارتهم وتدعي زوي أن تشيس هو زوجها، وفي نهاية اليوم تصطحبه إلى فراشها. يتعرض تشيس لمحاولة قتل يضطر بعدها للهرب مرة أخرى ويصطحب هذه المرة «زوي» بعد معرفتها بأنه مطارد، وعندما ترفض مصاحبته يقوم بتقييدها وإجبارها على الهروب معه خوفاً عليها من إنتقام المطاردين. يستدعي مكتب التحقيقات الفدرالي لمكافحة التجسس مساعد المدير المتقاعد، هارولد هاربر (جون ليثجو) للقبض على تشيس، بسبب ماضيهم المشترك المعقد خلال الحرب السوفيتية الأفغانية. تعمل وكيلة مكتب التحقيقات الفيدرالي الشابة أنجيلا آدامز (علياء شوكت)، وضابط وكالة المخابرات المركزية ريموند ووترز (إي جي بونيلا). تستمر مطاردة تشيس وزوي وتظهر حقائق قديمة منذ أيام الحرب في أفغانستان تؤدي إلى تداعيات مميتة لأبطال المسلسل.

## إنتاج المسلسل
تم الإعلان عن المسلسل في يوليو 2019، حيث أسندت شركة إف إكس دور البطولة للحاصل على الأوسكار جيف بريدجز. تم تعيين جون واتس، في سبتمبر 2019، لإخراج المسلسل، الذي يعمل أيضًا كمنتج تنفيذي، مع إضافة جون ليثجو وإيمي برينمان إلى طاقم التمثيل. انضمت علياء شوكت لفريق التمثيل في أكتوبر من نفس العام. أعلن المنتج بوب إيغر، في نوفمبر 2019، أن المسلسل سيبث على اف اكس وهولو. وتم ضم أوستن ستويل إلى طاقم التمثيل لأداء دور بريدجز في شبابه. كشف كينيث ميتشل، في فبراير 2020، عن دوره في المسلسل. كما أعلن في مارس عن أدوار رئيسية لكل من الممثلين: بيل هيك - جبنجا أكيناجب - ليم لوباني - إي جيه بونيلا. أعلن جيف بريدجز، في سبتمبر 2021، أنه تعافى من مرض السرطان في شفاء. كان جيف بريدجز الحاصل على الأوسكار قد أصيب بسرطان الغدد الليمفاوية lymphoma وبعد تلقي العلاج الكيميائي أصيب بكوفد 19 وقضى ما يقرب من ستة أسابيع في المستشفى. قال بريدجز: «لقد استسلمت لفكرة أنني قد أموت - أنها قد تكون نهاية السباق». «هذا ما سيحدث لنا جميعًا في مرحلة ما، وربما كان هذا هو وقتي»، استؤنف الإنتاج في نهاية المطاف في فبراير 2022  وفي 27 يونيو 2022 تم تجديد المسلسل لموسم ثانٍ. تم التصوير في نورويتش - نورفولك - إنجلترا - المملكة المتحدة. وعُرض المسلسل لأول مرة في 16 يونيو 2022، على قنوات إف إكس في الولايات المتحدة وكندا. كما تم عرضه لأول مرة على قنوات ستار وديزني في 13 يوليو 2022، في الأسواق الدولية وقنوات ستار في أمريكا اللاتينية.

## استقبال المسلسل
```
منح موقع «الطماطم الفاسدة» المسلسل تقييماً مقداره 94% بناءاً على آراء 34 ناقداً سينمائياً، وكتب إجماع نقاد الموقع: «المسلسل جريء وشائك - ومشتق - تمامًا مثل أفلام أبطال الحركة الأصغر سنًا، حيث أعطى جيف بريدجز جاذبية لا تقدر بثمن لهذا الفيلم المثير الذي يكسر العظام».
[
31
]
 منح موقع «ميتاكريتيك» المسلسل تقييماً مقداره 72% بناءاً على آراء 25 ناقداً سينمائياً.
[
32
]
```

```
شاهد الحلقة الأولى في 16 يونيو 2022: 0.975 مليون مشاهد
[
33
]
```

```
شاهد الحلقة الثانية في 16 يونيو 2022: 0.643 مليون مشاهد
[
33
]
```

```
شاهد الحلقة الثالثة في 23 يونيو 2022: 0.821 مليون مشاهد
[
34
]
```

```
شاهد الحلقة الرابعة في 30 يونيو 2022: 0.904 مليون مشاهد
[
35
]
```

```
شاهد الحلقة الخامسة في 7 يوليو 2022: 1.076 مليون مشاهد
[
36
]
```

```
شاهد الحلقة السادسة في 14 يوليو 2022: 0.769 مليون مشاهد
[
37
]
```

## وصلات خارجية
https://www.imdb.com/title/tt5645432/ الرجل العجوز
https://www.filmaffinity.com/en/film879809.html الرجل العجوز
https://www.blu-ray.com/The-Old-Man/1501199/ الرجل العجوز
https://www.goodreads.com/en/book/show/30316148-the-old-man الرجل العجوز